# يولي خاريتون
يولي بوريسوفيتش خاريتون (بالروسية: Юлий Борисович Харитон، 27 فبراير 1904 – 19 ديسمبر 1996)، عالم فيزياء روسي سابق ينسب له الفضل في ريادة برنامج الأسلحة النووية للاتحاد السوفيتي. منذ أن بدأ جوزيف ستالين مشروع القنبلة الذرية السوفيتي عام 1943، كان خاريتون «كبير مصممي الأسلحة النووية» وظل مرتبطًا بالبرنامج السوفيتي لما يقرب من أربعة عقود. تكريمًا للذكرى المئوية لعيد ميلاده عام 2004، أظهرت الحكومة الروسية صورته على طابع بريدي روسي.

## سيرته

### عائلته، وبداية حياته، والتعليم
ولد يولي بوريسوفيتش خاريتون في 27 فبراير 1904 في سانت بطرسبرغ، الإمبراطورية الروسية لأسرة يهودية روسية من الطبقة المتوسطة. كان والده بوريس أوسيبوفيتش خاريتون صحفيًا سياسيًا، ومحررًا، وناشرًا، ويحمل شهادة في القانون من جامعة كييف في أوكرانيا، وكان يعمل في صحيفة رتش، الجريدة الرئيسية للحزب الديمقراطي الدستوري، وكان من الشخصيات المعروفة في الدوائر السياسية في روسيا. بعد أن خلعت الثورة الروسية الأوتوقراطية القيصرية عام 1917، وقعت مشاحنات بين بوريس خاريتون والبلاشفة، لأنه كان على خلاف مع أيديولوجية فلاديمير لينين السوفيتية. نُفي والده إلى دول البلطيق من روسيا عام 1922 بعمر ناهز السادسة والأربعين عامًا، إلى جانب أساتذة وصحفيين على متن ما سمي بسفن الفلاسفة، ثم عمل لاحقًا في صحيفة للمغتربين في لاتفيا.
ظل بوريس خاريتون هناك حتى احتل الاتحاد السوفيتي لاتفيا عام 1940، وفي سن الرابعة والستين اعتقلته المفوضية الشعبية للشؤون الداخلية، وحكم عليه بالسجن سبع سنوات من العمل القسري في معتقل سيبيريا حيث توفي.
كانت والدة يولي، ميرا ياكوفلفنا بروفسكايا، ممثلة مسرح تقدم عروضًا على مسرح موسكو للفنون. غادرت روسيا عام 1910 بسبب إصابتها بمرض كان لا بد من علاجه في المنتجع الأوروبي. كان يولي في السادسة من عمره عندما تركته والدته وتولت رعايته امرأة إستونية، وظفها والده عندما كان في منفاه في لاتفيا. لم تعد والدة يولي إلى روسيا مطلقًا، وانفصلت عن والده، لتتزوج من الطبيب النفسي الدكتور ماكس إيتينغون.
بعد أن عاشت ميرا في ألمانيا، انتقلت إلى تل أبيب في فلسطين عام 1933، حيث بقيت حتى وفاتها، ودفنت في القدس.
مُنِع يولي من الاتصال بوالديه بعد أن بدأ عملًا سريًا في الاتحاد السوفيتي. وقيّد الاتحاد السوفيتي، ثم روسيا لاحقًا رحلاته بشكل كبير.

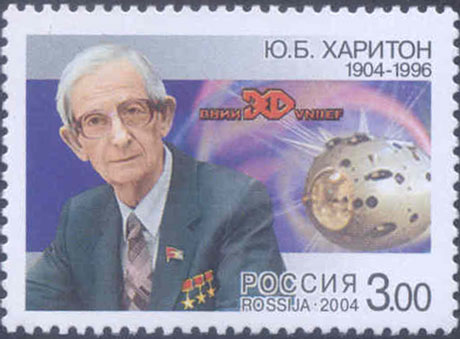
طابع بريد روسي لمرور 100 عام على ميلاد العالم يولي خاريتون

درس يولي في البيت على يد مدبرة المنزل الإستونية التي وظفها والده، وعلمته اللغة الألمانية. في عمر الحادية عشرة، بدأ في الالتحاق بالمدارس النظامية. في سانت بطرسبرغ، التحق بمعهد مهني وتخرج منه في سن الخامسة عشر، ووجد عملًا في ورشة ميكانيكية محلية حيث تعلم كيفية تشغيل آلات مختلفة كميكانيكي.
في عام 1920، التحق بمعهد لينينغراد التقني لدراسة الهندسة الميكانيكية، ولكنه اختار فيما بعد دراسة الفيزياء، إذ وجدها أكثر حماسةً. درس الفيزياء بإشراف علماء الفيزياء الروس: أبرام يوفي، ونيكولاي سيميونوف، وألكسندر فريدمان. كان خاريتون معجبًا على نحو خاص بأعمال سيميونوف الذي استخدم في أبحاثه تقنيات الفيزياء في الكيمياء، التي وصفها سيميونوف ب«الفيزياء الكيميائية». أدرك سيميونوف موهبة خاريتون وقدراته عندما قدم له الدعم في مشروعه البحثي حول قدرة انبعاث الضوء من الفوسفور المدمج مع الأكسجين، ودوّن النتائج باللغتين الألمانية والروسية. في عام 1926، أنهى خاريتون دراسة الفيزياء في معهد لينينجراد التقني، وأنهى مشروعه البحثي بينما كان يعِد لأول رحلة خارجية إلى إنجلترا.
قبل مغادرته، عرفه سيميونوف إلى بيوتر كابيتسا، وطلب منه مساعدة يولي في الحصول على زمالة في مختبر كافندش في إنجلترا. هناك، التحق خاريتون بجامعة كامبريدج عام 1926 للحصول على الدكتوراه في الفيزياء بإشراف إرنست رذرفورد. في كامبريدج، عمل مع جيمس تشادويك في البحث حول حساسية العين وضعف اندفاعات الضوء وإشعاع ألفا، وحصل على درجة الدكتوراه عام 1928.

## روابط خارجية
- يولي خاريتون على موقع الموسوعة البريطانية (الإنجليزية)